# Klasse van brem- en gaspeldoornstruwelen
De klasse van brem- en gaspeldoornstruwelen (Cytisetea scopario-striati) is een klasse van syntaxa die pionierende retamoïdenstruwelen op droge zandgronden omvat waarin gewone brem en/of gaspeldoorn dominant en aspectbepalend is.

## Naamgeving en codering
- Syntaxoncode voor Nederland (rVvN): r37
- BWK-karteringscode: rbbsg

De wetenschappelijke naam Cytisetea scopario-striati is afgeleid van de botanische namen van de bremsoorten gewone brem (Cytisus scoparius) en gestreepte brem (Cytisus striatus).

## Onderliggende syntaxa in Nederland en Vlaanderen
De klasse van brem- en gaspeldoornstruwelen wordt in Nederland en Vlaanderen vertegenwoordigd door één onderliggende orde en twee verbonden. In totaal onderscheidt men alhier een viertal associaties.
- - brem-orde (Cytisetalia scopario-striati)
    - verbond van gaspeldoorn en koebraam (Ulici europaei-Cytision striati)
      - associatie van gaspeldoorn en sporkehout (Frangulo alni-Ulicetum europaei)
      - associatie van gaspeldoorn en eenstijlige meidoorn (Rubo ulmifolii-Ulicetum europaei)

    - brem-verbond (Ulici europaei-Sarothamnion)
      - associatie van brem en geplooide stokbraam (Rubo plicati-Sarothamnetum scoparii)
      - associatie van brem en eenstijlige meidoorn (Crataego monogynae-Cytisetum scoparii)

## Vegetatiezonering

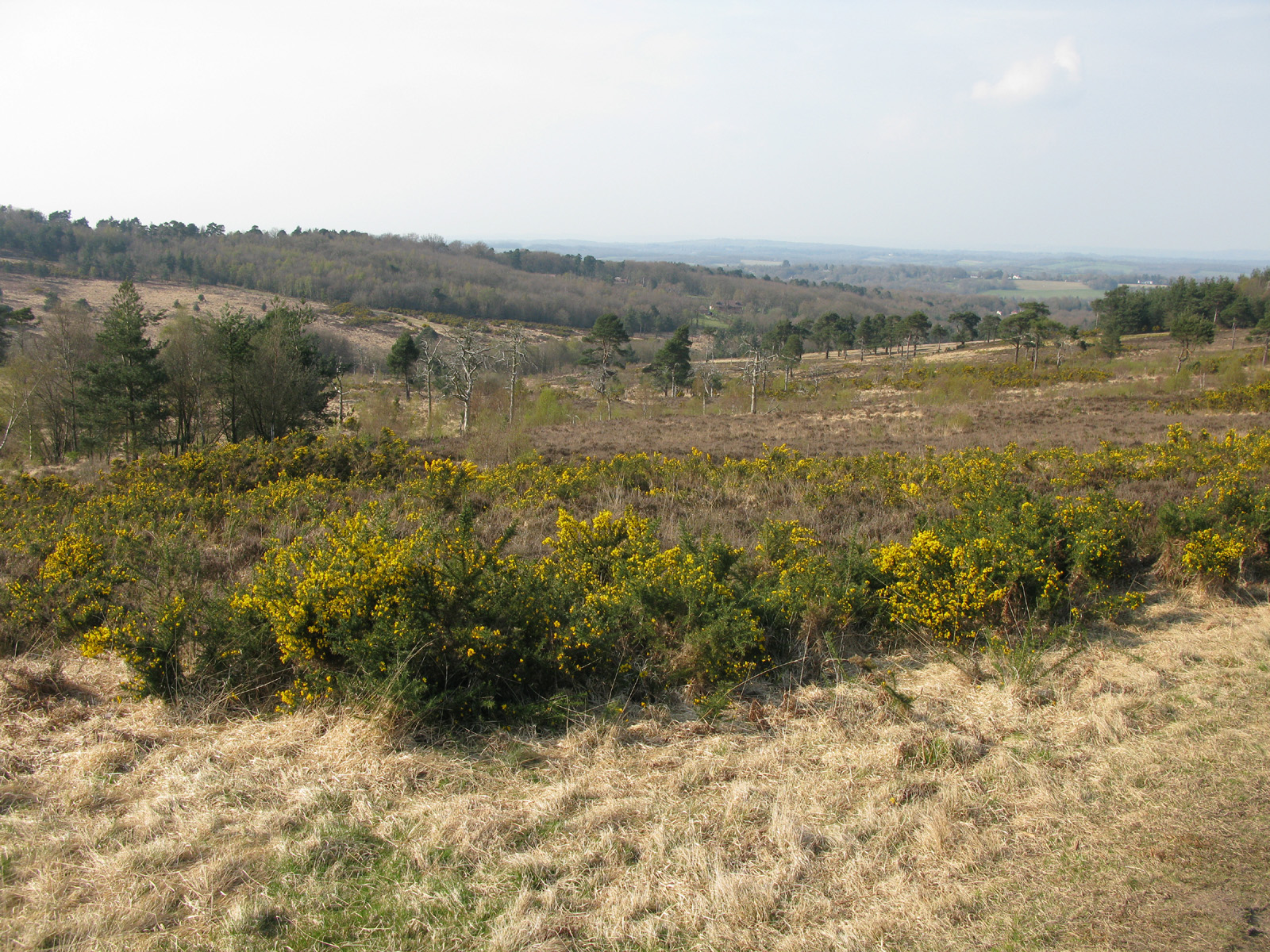
Heidelandschap met vegetatiemozaïek van gemeenschappen uit de klasse van brem- en gaspeldoornstruwelen en de klasse van droge heiden.

In de vegetatiezonering vormt vegetatie uit de klasse van brem- en gaspeldoornstruwelen vooral als contactgemeenschappen met de vegetatie van de klasse van droge heiden, de klasse van heischrale graslanden en de klasse van droge graslanden op zandgrond.

## Fauna
De vegetatie uit de klasse van brem- en gaspeldoornstruwelen is van belang voor veel dieren. Zo is gewone brem een drachtplant van veel bedreigde spanners waaronder de late bremspanner, zomerbremspanner en oranje bremspanner. Voorts zijn gewone brem en gaspeldoorn waardplanten van de ernstig bedreigde grijsgroene zomervlinder. Grote zoogdieren zoals het wild zwijn verschuilen zich graag in deze struwelen.

## Fotogalerij

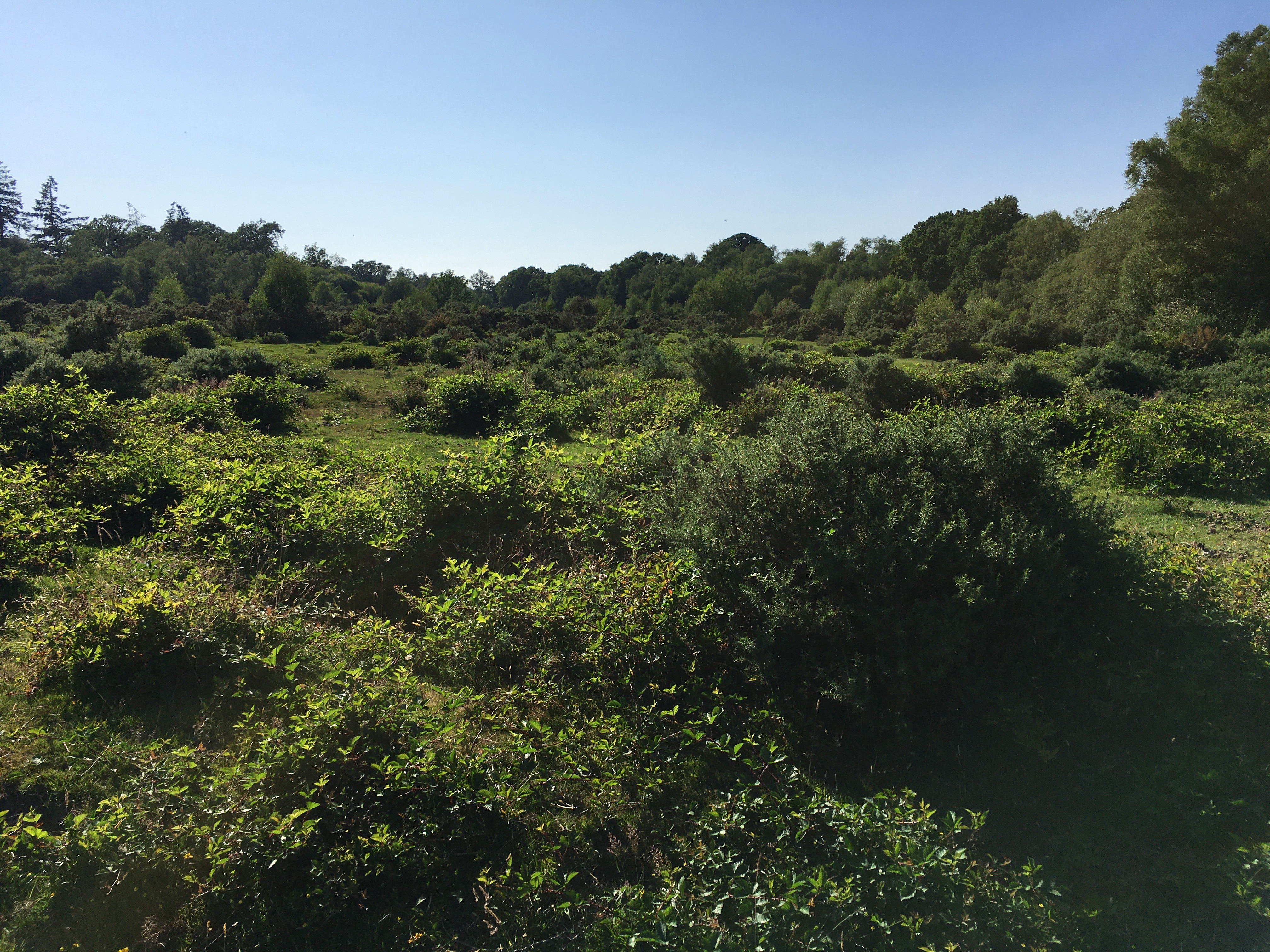
Zomeraspect van de associatie van gaspeldoorn en sporkehout.
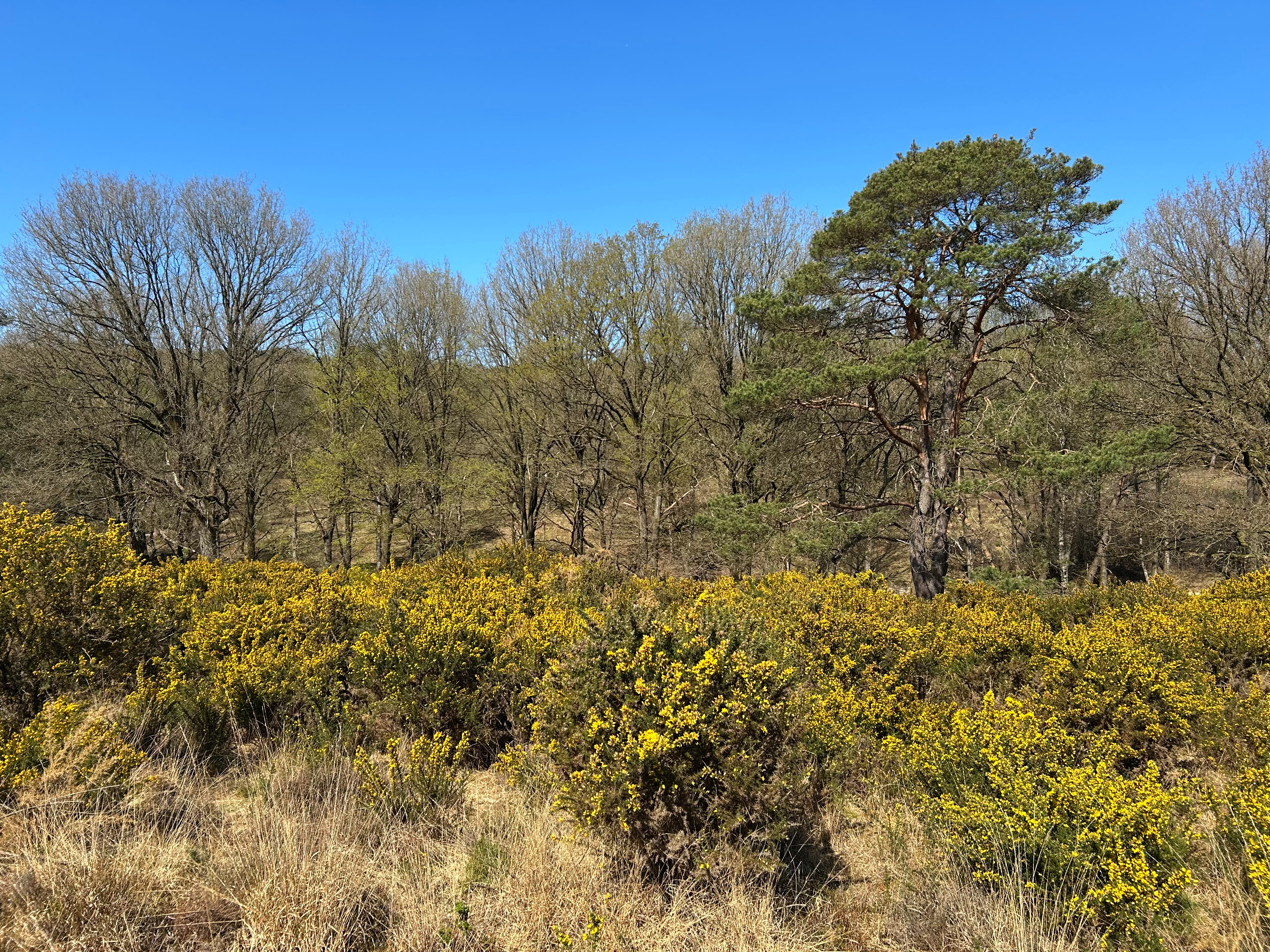
Een voorjaarsaspect van de associatie van gaspeldoorn en sporkehout.
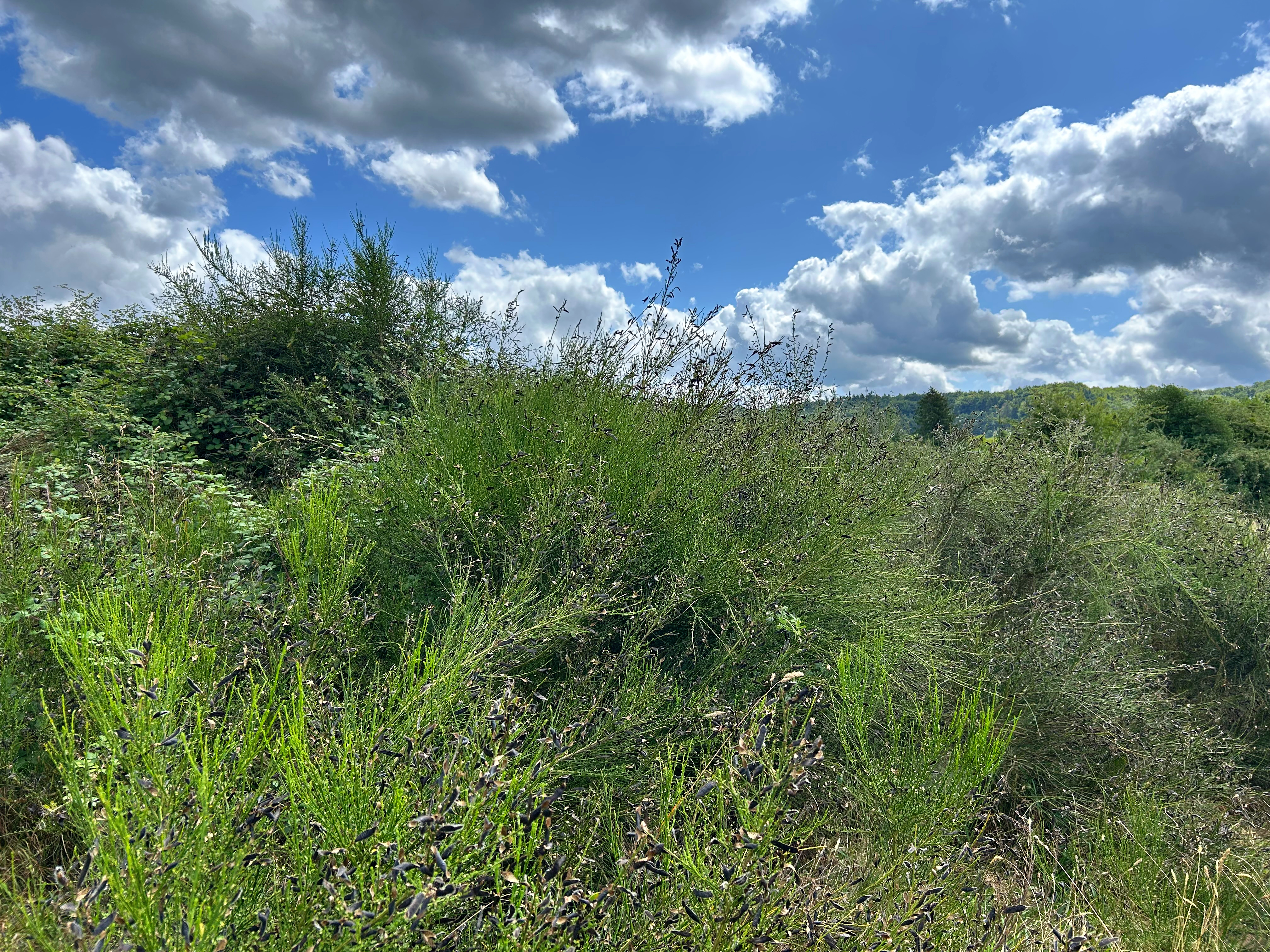
De associatie van gaspeldoorn en eenstijlige meidoorn.
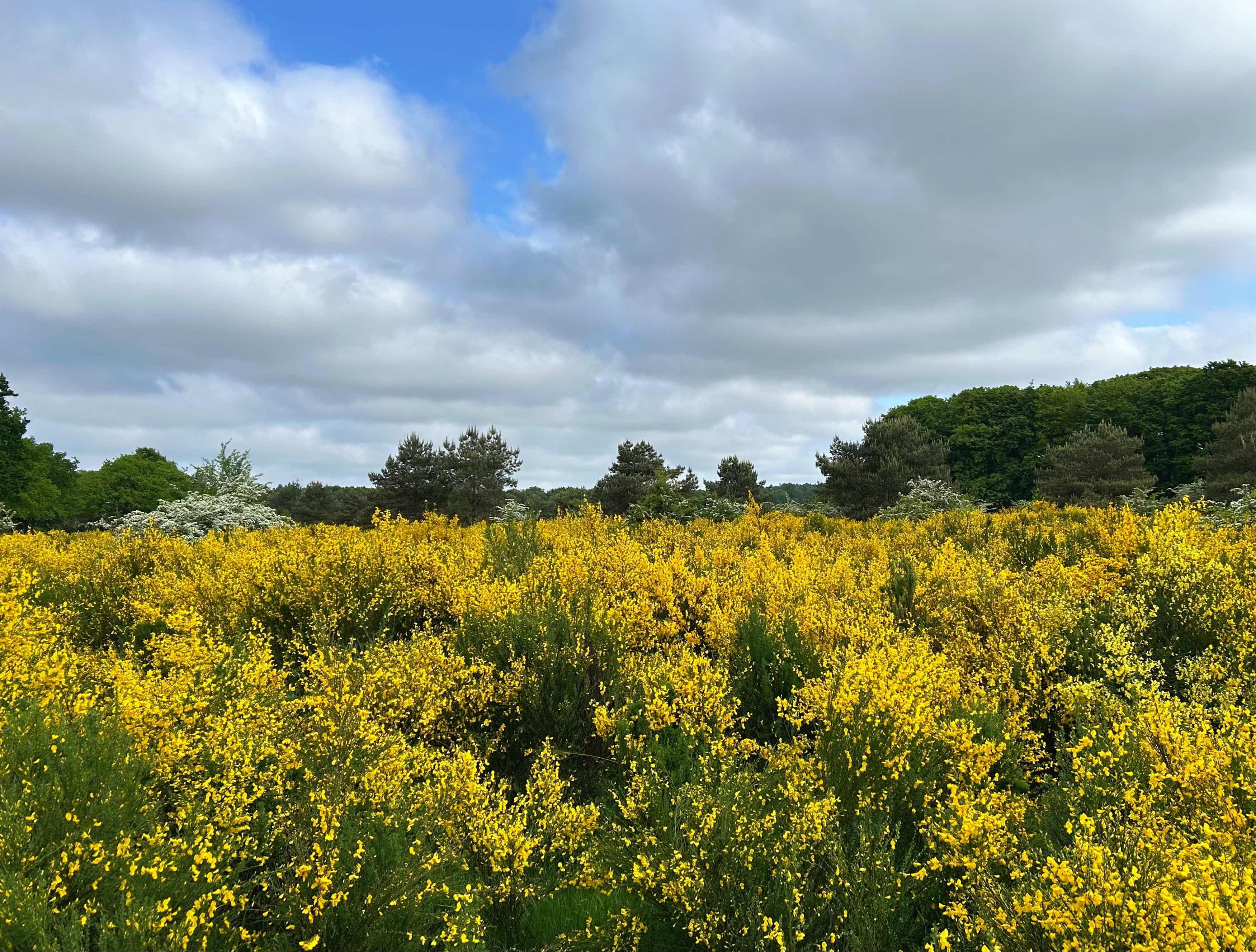
De associatie van brem en eenstijlige meidoorn.